# Villard-Reculas
Pour les articles homonymes, voir Villard.
Villard Reculas est une commune française située dans le département de l'Isère, en région Auvergne-Rhône-Alpes. La paroisse sur laquelle a été créée la commune a été fondée en 1172 sous le nom d'Ecclésia de Reculatis.
Ses habitants sont appelés les Villarais et Villaraises.
C'est l'une des communes les moins peuplées du département. Avec ses remontées mécaniques, elle est intégrée au domaine skiable de l'Alpe d'Huez.

## Géographie

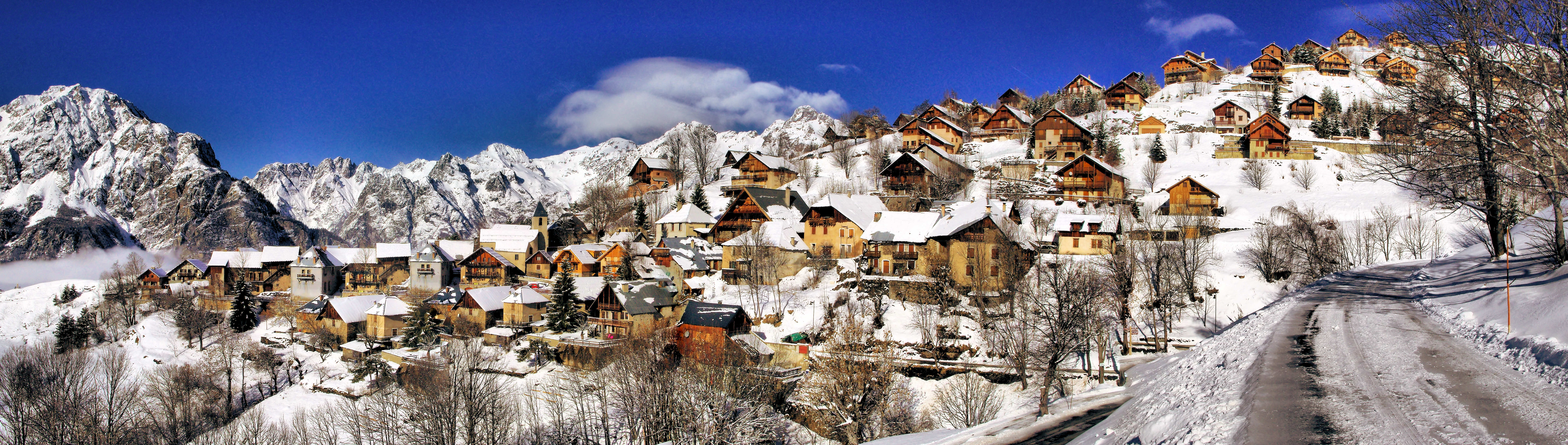
Panorama.

Villard Reculas est un des quatre villages de la vallée de l'Eau d'Olle en Oisans. Orienté plein sud, sa situation en surplomb de la vallée de la Romanche à 1 500 mètres d'altitude et parfaitement intégré au domaine skiable Alpe d'Huez Grand Domaine Ski, Villard Reculas est situé au cœur de l'Oisans.

### Lieux-dits et écarts
Le Canal des Sarrazins : canal d’adduction d'eau long de 13 km, est conçu sous Louis XI au XVe siècle pour amener l'eau du Lac Blanc et créer un point d'eau dans les alpages de Villard Reculas (Bassin du Langaret) en irriguant au passage les pâturages et plantations. Il s'agit d'un ouvrage d'art entretenu régulièrement par les communes traversées.
Le Pas de la Confession : au départ simple chemin d'accès entre Huez et Villard Reculas, il se transforme en chemin carrossable en 1928. Selon la légende, seules les âmes pures pouvaient se risquer sur ce chemin étroit, exposé aux chutes de pierres et intimidant en cas de vertige.

### Communes limitrophes
- Huez-en-Oisans
- La Garde-en-Oisans
- Oz-en-Oisans

### Climat
Pour des articles plus généraux, voir Climat d'Auvergne-Rhône-Alpes et Climat de l'Isère.
En 2010, le climat de la commune est de type climat de montagne, selon une étude du Centre national de la recherche scientifique s'appuyant sur une série de données couvrant la période 1971-2000. En 2020, Météo-France publie une typologie des climats de la France métropolitaine dans laquelle la commune est exposée à un climat de montagne ou de marges de montagne et est dans la région climatique  Alpes du nord, caractérisée par une pluviométrie annuelle de 1 200 à 1 500 mm, irrégulièrement répartie en été. 
Pour la période 1971-2000, la température annuelle moyenne est de 6,6 °C, avec une amplitude thermique annuelle de 15,3 °C. Le cumul annuel moyen de précipitations est de 1 198 mm, avec 9,3 jours de précipitations en janvier et 8,2 jours en juillet. Pour la période 1991-2020, la température moyenne annuelle observée sur la station météorologique de Météo-France la plus proche, « Alpe-d'Huez », sur la commune de Huez à 2 km à vol d'oiseau, est de 5,1 °C et le cumul annuel moyen de précipitations est de 994,8 mm,. Pour l'avenir, les paramètres climatiques de la commune estimés pour 2050 selon différents scénarios d'émission de gaz à effet de serre sont consultables sur un site dédié publié par Météo-France en novembre 2022.

## Urbanisme

### Typologie
Au 1er janvier 2024, Villard-Reculas est catégorisée commune rurale à habitat très dispersé, selon la nouvelle grille communale de densité à sept niveaux définie par l'Insee en 2022.
Elle est située hors unité urbaine et hors attraction des villes,.

### Occupation des sols
L'occupation des sols de la commune, telle qu'elle ressort de la base de données européenne d’occupation biophysique des sols Corine Land Cover (CLC), est marquée par l'importance des forêts et milieux semi-naturels (94,8 % en 2018), en diminution par rapport à 1990 (100 %). La répartition détaillée en 2018 est la suivante : 
milieux à végétation arbustive et/ou herbacée (51,7 %), forêts (36,7 %), espaces ouverts, sans ou avec peu de végétation (6,4 %), espaces verts artificialisés, non agricoles (5,2 %). L'évolution de l’occupation des sols de la commune et de ses infrastructures peut être observée sur les différentes représentations cartographiques du territoire : la carte de Cassini (XVIIIe siècle), la carte d'état-major (1820-1866) et les cartes ou photos aériennes de l'IGN pour la période actuelle (1950 à aujourd'hui).

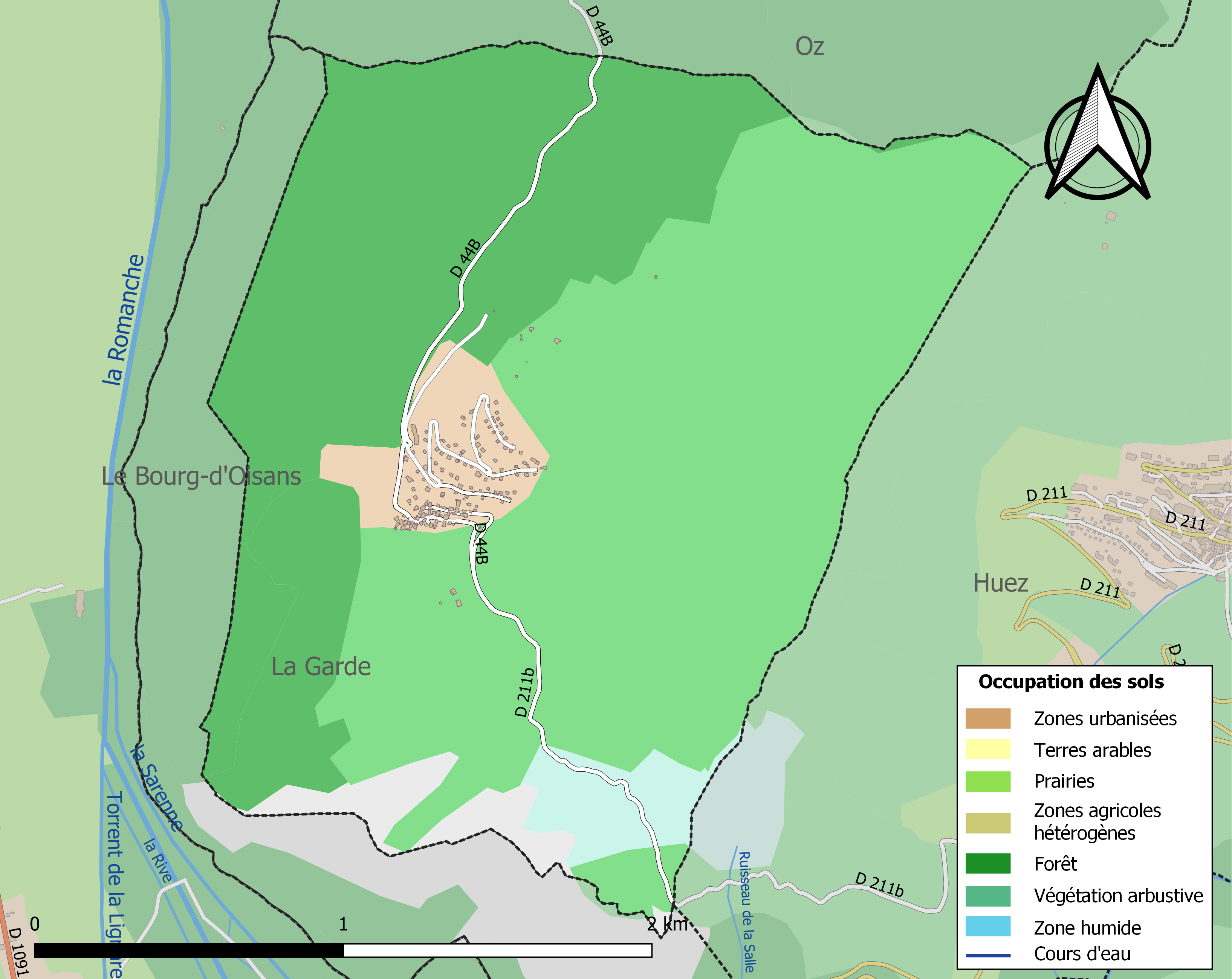
Carte des infrastructures et de l'occupation des sols de la commune en 2018 (CLC).

## Histoire
Vers 1360, fut bâtie la chapelle Ste Catherine, longtemps seul lieu de culte. Située à l'emplacement actuel de la Chèvrerie, elle permettait de communiquer avec les villages aux alentours. En 1620, a été fondée dans le village la chapelle Notre Dame de la Pitié de Saint Pierre par la communauté pour les offices d'hiver. Victime d'un incendie en 1747 qui ravagea entièrement le village, c'est en 1757 que l'église paroissiale prend ses quartiers définitifs au cœur du village sous le patronage de Saint Jean Baptiste.
On y accède depuis toujours par le Pas de la Confession au départ d'Huez, route à flanc de falaise, aérienne et vertigineuse offrant une vue extraordinaire. Depuis 1981, un accès est ouvert depuis Allemont, il permet le désenclavement de la commune et facilite l'accès à ce balcon.
Jusqu'au XXe siècle, le village vit au rythme de l'agriculture et du colportage, isolé de la vallée en hiver. En 1946, deux skieurs chevronnés mettent en service un premier téléski pour relier Villard Reculas à l'Alpe d'Huez. Après une période d'exode rural, Villard Reculas se tourne alors progressivement vers le tourisme et l'activité qui émerge localement, le ski. Depuis 2013, station de Trail de l'Oisans, Villard Reculas a toujours été force d'innovation dans le respect de son authenticité.

## Activités sportives

### Été
- Parcours sportif pour VTT
- Station de Trail de l'Oisans : La Station de Trail de l’Oisans a ouvert sa première porte d’entrée en 2013 à Villard Reculas et s’est étendue depuis à l’ensemble d territoire grâce à ses 3 bases d’accueil nouvelles qui sont Les 2 Alpes, Auris en Oisans et Vaujany et vous permet aujourd’hui avec plus de 470 km de sentiers balisés et gratuits de découvrir l’Oisans baskets aux pieds. 25 parcours en boucle sont à votre disposition de 3 à 51 km et de 250 m de dénivelé à 3 369 m de dénivelé

### Hiver
- Le village-station de Villard Reculas fait partie du domaine skiable de l'Alpe d'Huez Grand Domaine.

## Événements
- Défi des 3 Villards : 18 - 19 juin 2016. Challenge en 3 étapes de kilomètre vertical, relie Le Bourg-d'Oisans aux villages perchés de Villard-Notre-Dame, Villard-Reymond et Villard Reculas.
- La Villaraise : 2 juillet 2016. Une marche course au profit de la lutte contre le cancer du sein
- Oisans Col Series : 5 juillet 2016. Pour la 1re fois, Oisans Col Series réserve la montée de Villard Reculas pour les cyclistes ! Sans heure de départ fixe, les cyclistes pourront se rassembler pour rouler sur cette belle route sans un pot d'échappement !
- Haut les Contes ! :  22 et 23 juillet 2016. Deux jours de contes perchés entre mer de nuage et coucher de soleil,
- Marché de la Chèvre...rie : 7 août 2016. Clément Marais vous accueille pour ce 3e rendez-vous de l'été au sein de sa chèvrerie, située à Villard Reculas ! Plusieurs autres producteurs viendront s'installer chez lui pour vous accueillir dans ce marché éphémère. Ce nouveau concept de « marché à la ferme » vous permettra de rencontrer les producteurs membres de la Route des Savoir-Faire, d'échanger avec eux et de faire votre marché dans un cadre naturel et chaleureux.

## Politique et administration
| Période   | Période   | Identité              | Étiquette | Qualité    |
| --------- | --------- | --------------------- | --------- | ---------- |
| vers 1802 | vers 1802 | Jean-Baptiste Chalvin | SE        |            |
| vers 1819 | vers 1819 | Chalvin               | SE        |            |
| vers 1827 | vers 1827 | Chaix                 | SE        |            |
| vers 1854 | vers 1854 | Chaix                 | SE        |            |
| vers 1863 | vers 1863 | Chalvin               | SE        |            |
| vers 1865 | vers 1865 | Jacques Chaix         | SE        |            |
| vers 1960 | vers 1971 | Justin Chalvin        | SE        |            |
| vers 1971 | vers 1985 | Bernard Barlerin      | SE        |            |
| vers 1990 | vers 1994 | Bernard Richard       | SE        |            |
| vers 2005 | vers 2005 | Anne Dupont           | SE        |            |
| 2008      | 2018      | Julien Richard        | DVD       | Commerçant |
| 2019      | 2020      | Julien Richard        | DVD       | Commerçant |
| 2020      | En cours  | Quentin Perrot        |           |            |

## Démographie
L'évolution du nombre d'habitants est connue à travers les recensements de la population effectués dans la commune depuis 1793. Pour les communes de moins de 10 000 habitants, une enquête de recensement portant sur toute la population est réalisée tous les cinq ans, les populations de référence des années intermédiaires étant quant à elles estimées par interpolation ou extrapolation. Pour la commune, le premier recensement exhaustif entrant dans le cadre du nouveau dispositif a été réalisé en 2007.

En 2022, la commune comptait 70 habitants, en évolution de +25 % par rapport à 2016 (Isère : +3,07 %, France hors Mayotte : +2,11 %).
| 1793 | 1800 | 1806 | 1821 | 1831 | 1836 | 1841 | 1846 | 1851 |
| ---- | ---- | ---- | ---- | ---- | ---- | ---- | ---- | ---- |
| 191  | 201  | 215  | 197  | 189  | 208  | 199  | 196  | 218  |

| 1856 | 1861 | 1866 | 1872 | 1876 | 1881 | 1886 | 1891 | 1896 |
| ---- | ---- | ---- | ---- | ---- | ---- | ---- | ---- | ---- |
| 184  | 176  | 164  | 202  | 151  | 163  | 176  | 161  | 161  |

| 1901 | 1906 | 1911 | 1921 | 1926 | 1931 | 1936 | 1946 | 1954 |
| ---- | ---- | ---- | ---- | ---- | ---- | ---- | ---- | ---- |
| 154  | 131  | 119  | 81   | 78   | 62   | 66   | 52   | 52   |

| 1962 | 1968 | 1975 | 1982 | 1990 | 1999 | 2006 | 2007 | 2012 |
| ---- | ---- | ---- | ---- | ---- | ---- | ---- | ---- | ---- |
| 34   | 23   | 14   | 15   | 52   | 57   | 63   | 63   | 62   |

| 2017 | 2022 | - | - | - | - | - | - | - |
| ---- | ---- | - | - | - | - | - | - | - |
| 56   | 70   | - | - | - | - | - | - | - |

## Monuments

### Patrimoine religieux
- Église Saint-Jean-Baptiste de Villard-Reculas

### Patrimoine civil
Deux monuments aux morts sont visibles au même endroit à Villard-Reculas :
- le premier commémore les Villarais morts au combat pendant la Première Guerre mondiale[32] ;
- le second est une plaque commémorative retraçant les circonstances de la mort de deux maquisards de l'Oisans à Villards-Reculas, pendant la Seconde Guerre mondiale[33].

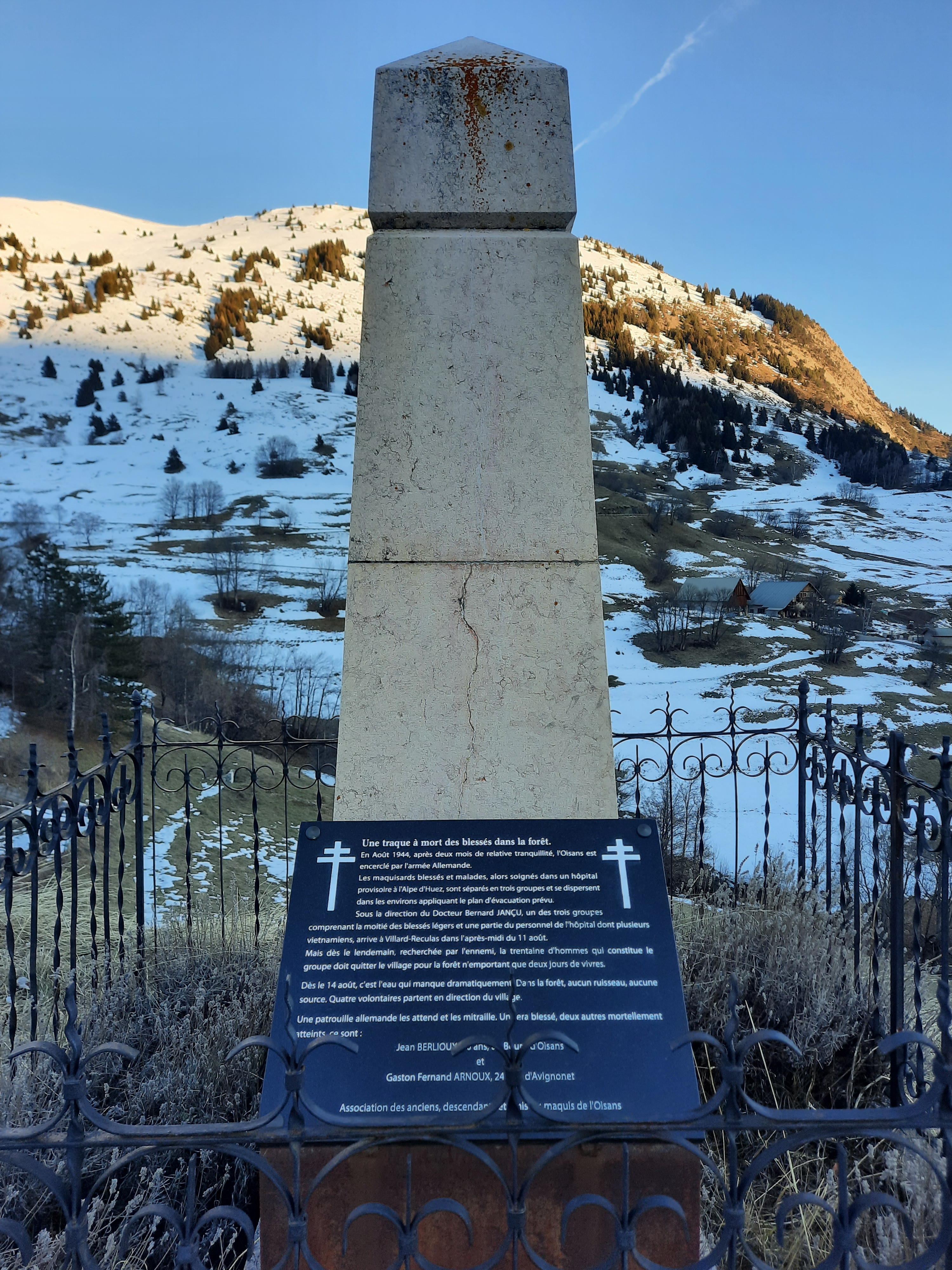
Monument aux morts de la Guerre 14-18 à Villard-Reculas.

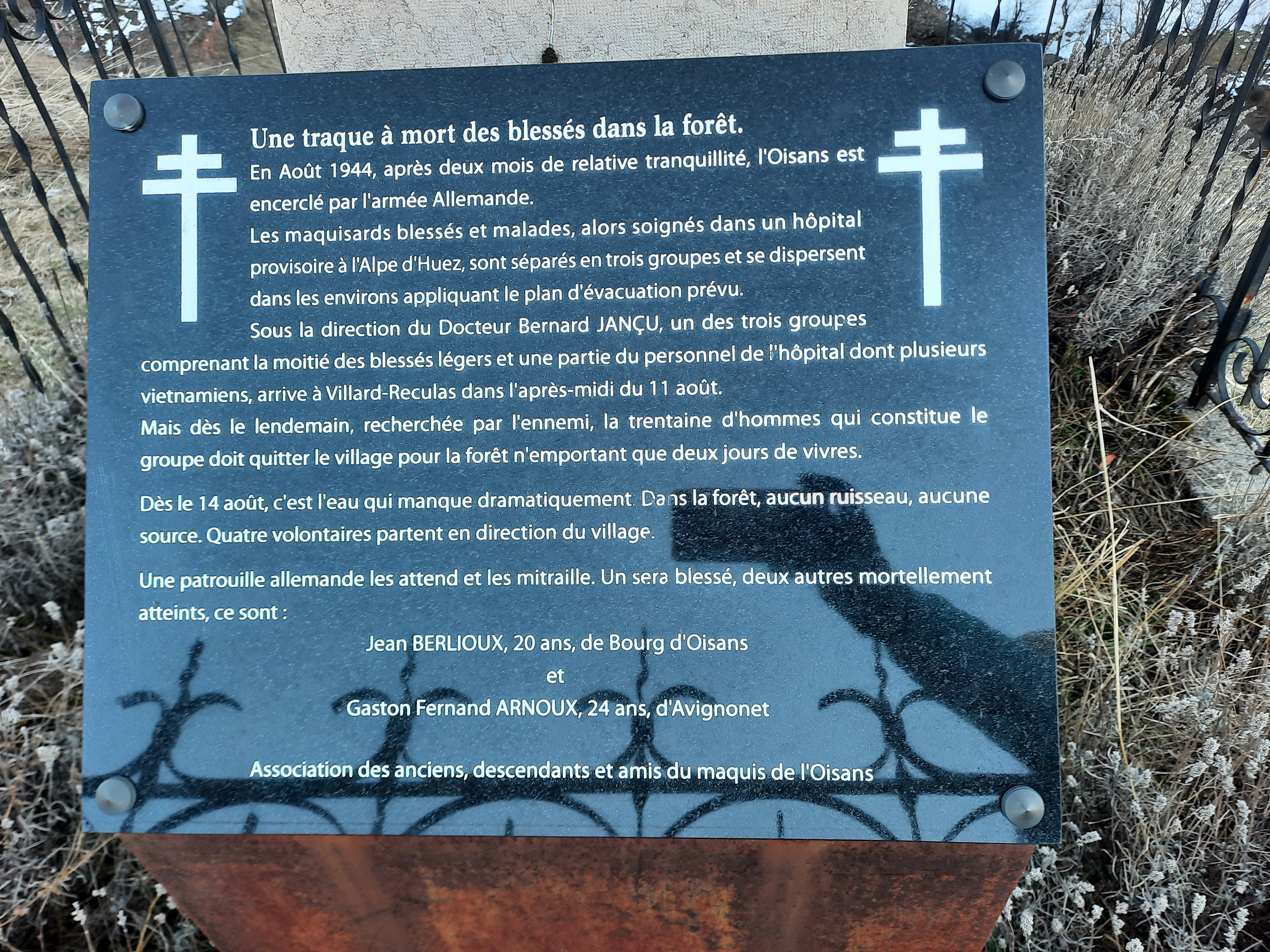
Plaque commémorative de la traque du maquis de l'Oisans à Villard-Reculas.

## Personnalités liées à la commune
- Alix Berthet, député de l'Isère et cofondateur du Dauphiné Libéré, né dans la commune en 1907.